# Trang viên Czarne ở Jelenia Góra

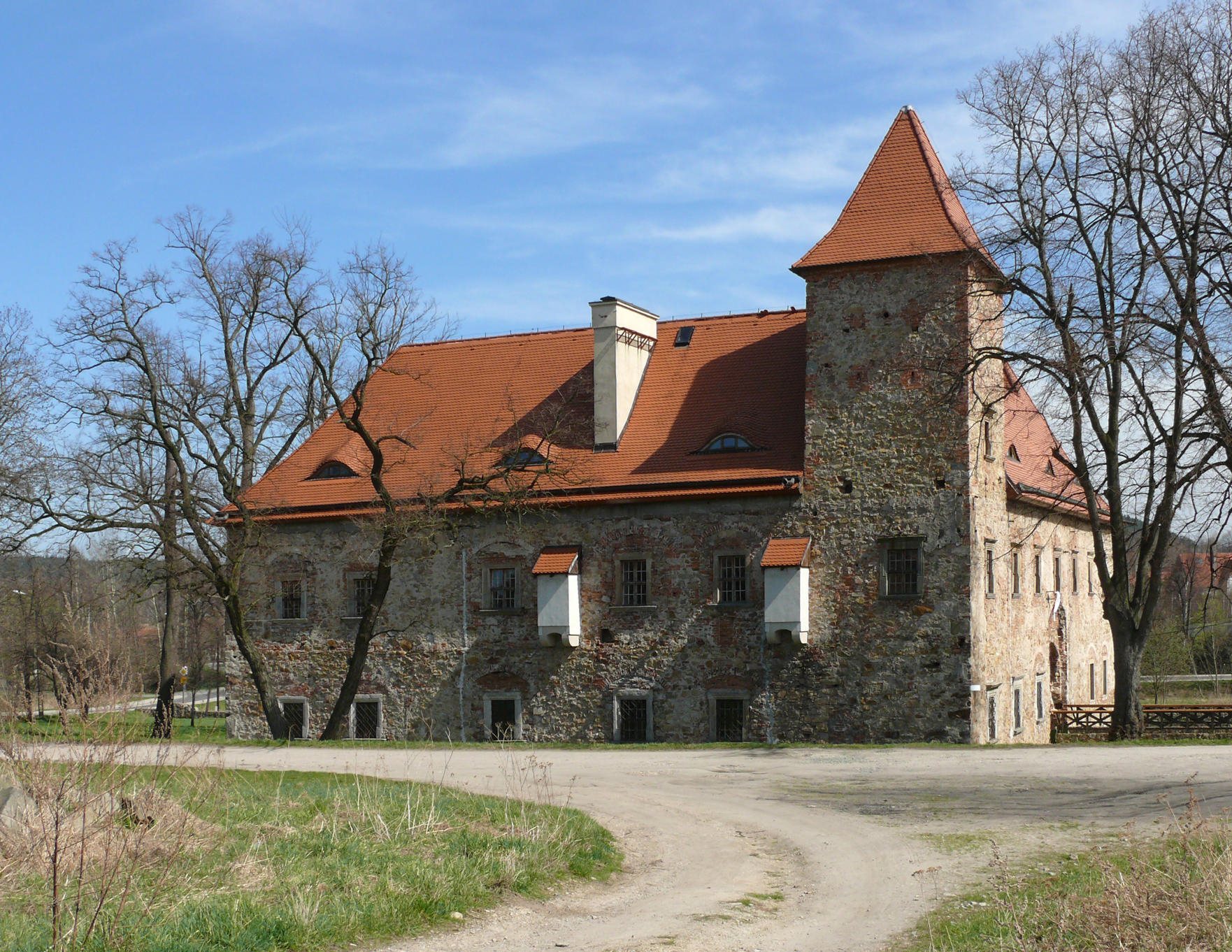
Trang viên Czarne ở Jelenia Góra (2010)

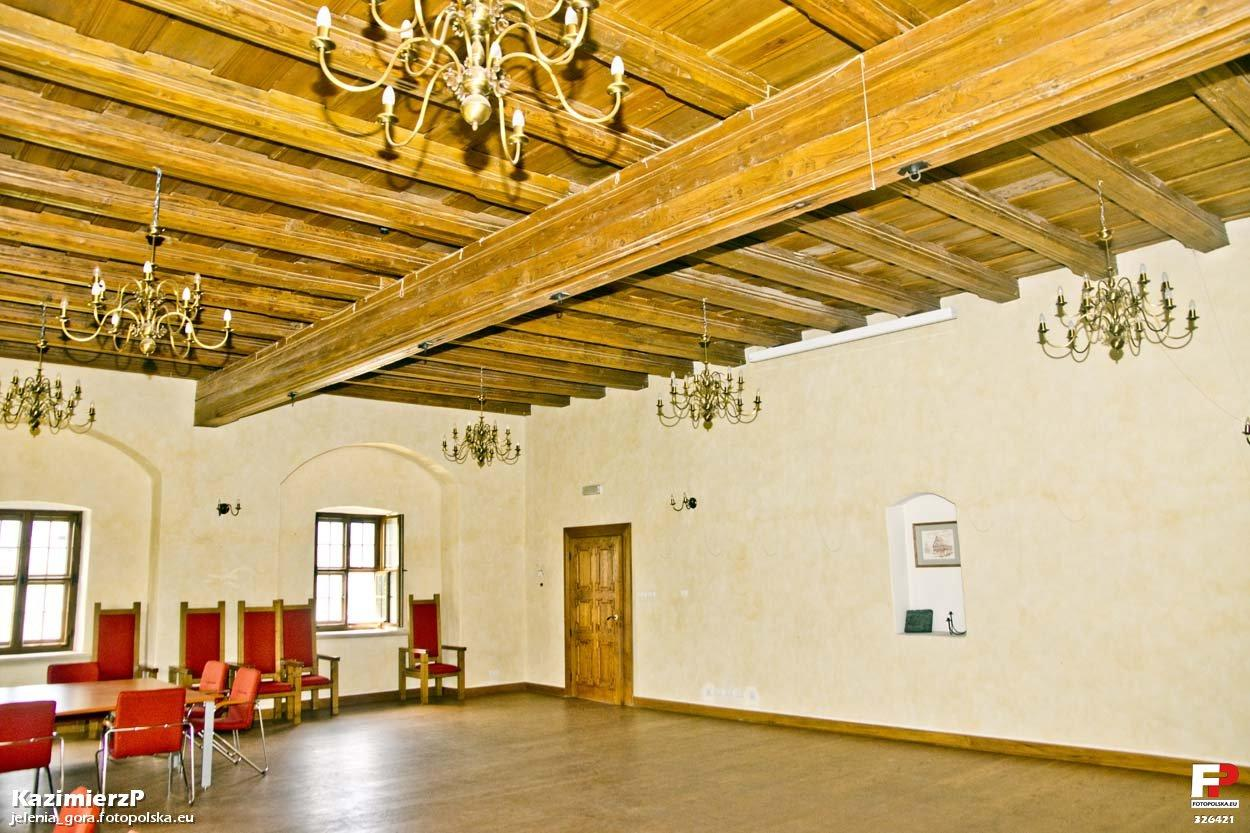
Trong một gian phòng (2012)

Trang viên Czarne ở Jelenia Góra (tiếng Ba Lan: Dwór Czarne w Jeleniej Górze) là một trong những trang viên lịch sử lâu đời nhất ở Ba Lan, được xây dựng vào năm 1559, tọa lạc tại số 2 Phố Strumykowa, Czarne, Jelenia Góra, tỉnh Dolnośląskie, Ba Lan. Trang viên có tên trong sổ đăng ký di tích.

## Lịch sử hình thành
- Năm 1950: Trang viên Czarne được Caspar Schoff xây dựng. Toàn bộ dinh thự lúc bấy giờ được bao quanh bởi một con hào. Trong khoảng 30 năm, trang viên được dòng họ quý tộc Schaffgotschs cai quản.
- Từ năm 1584: Gregorius von Kahlen sở hữu trang viên.
- Từ năm 1606: Friedrich von Nimptsch tiếp quản.
- Tháng 7 năm 1623: Một đám cháy xảy ra trong trang viên.[2]
- Từ năm 1656: Xuất hiện tin tức cho rằng Ernst von Nimptsch là người tái thiết trang viên, mang lại diện mạo như hiện nay của trang viên.[2]
- Hiện nay: sau nhiều lần tân trang và cải tạo, công trình kiến trúc này được Tổ chức Quỹ Văn hóa Sinh thái (Fundację Kultury Ekologicznej) sử dụng.[2]

## Kiến trúc
Tòa nhà được xây dựng trên một mặt phẳng hình vuông. Lối dẫn vào tòa nhà gồm một cây cầu bắt qua con hào, hàng rào chắn và cổng chào được trang trí theo phong cách Thời kỳ Phục hưng. Các khung cửa sổ được làm bằng đá sa thạch. Hiện nay, trên tường tòa nhà còn lưu giữ một số mảnh vỡ từ những bức tranh thời Phục hưng với họa tiết hoa lá.